# Pica-pau-de-coroa-vermelha
O Pica-Pau-de-Coroa-Vermelha (nome científico: Melanerpes rubricapillus)  é uma ave. É encontrada no sudoeste da Costa Rica, Panamá, Colômbia, Venezuela, Guianas e Tobago.

## Descrição
O adulto tem 17 centímetros (6,7 pol) comprimento e pesa 55 gramas (1,9 oz) . Tem um dorso e asas preto e branco com barras de zebra e uma garupa branca. A cauda é preta com algumas barras brancas e as partes inferiores são marrom-claras. O macho tem um patch de coroa vermelha e nuca. A fêmea tem a coroa amarelada e a nuca mais opaca. Aves imaturas são mais opacas, principalmente nas áreas vermelhas da cabeça e pescoço.
Embora esta espécie seja muito semelhante em aparência ao pica-pau-de-cara-dourada (Melanerpes aurifrons) e ao pica-pau de Yucatán (Melanerpes pygmaeus), sua distribuição não se sobrepõe a nenhuma dessas espécies.

## Distribuição e habitat
Este pica-pau ocorre em florestas e matas semi-abertas e cultivo. Nidifica em um buraco em uma árvore morta ou cacto grande. A embreagem é dois ovos, incubados por ambos os sexos, que emplumam após 31-33 dias.

## Dieta
Os pica-paus de coroa vermelha se alimentam de insetos, mas pegam frutas, seiva e visitam os alimentadores de néctar.
Esta espécie comum e conspícua dá um chamado krrrrrl e ambos os sexos tamborilam no território.

## Galeria

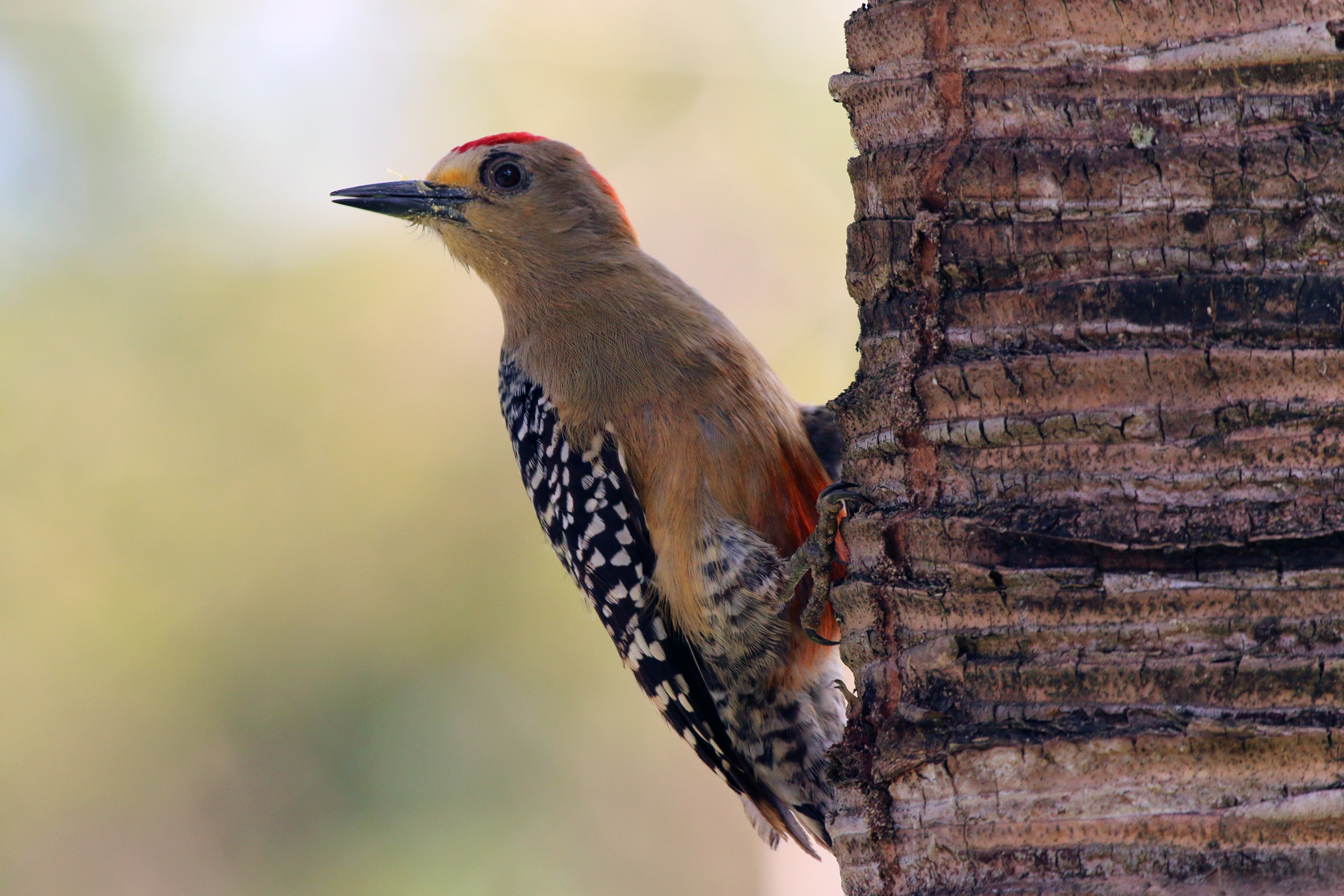
Masculino M.r. rubricapillus, Tobago
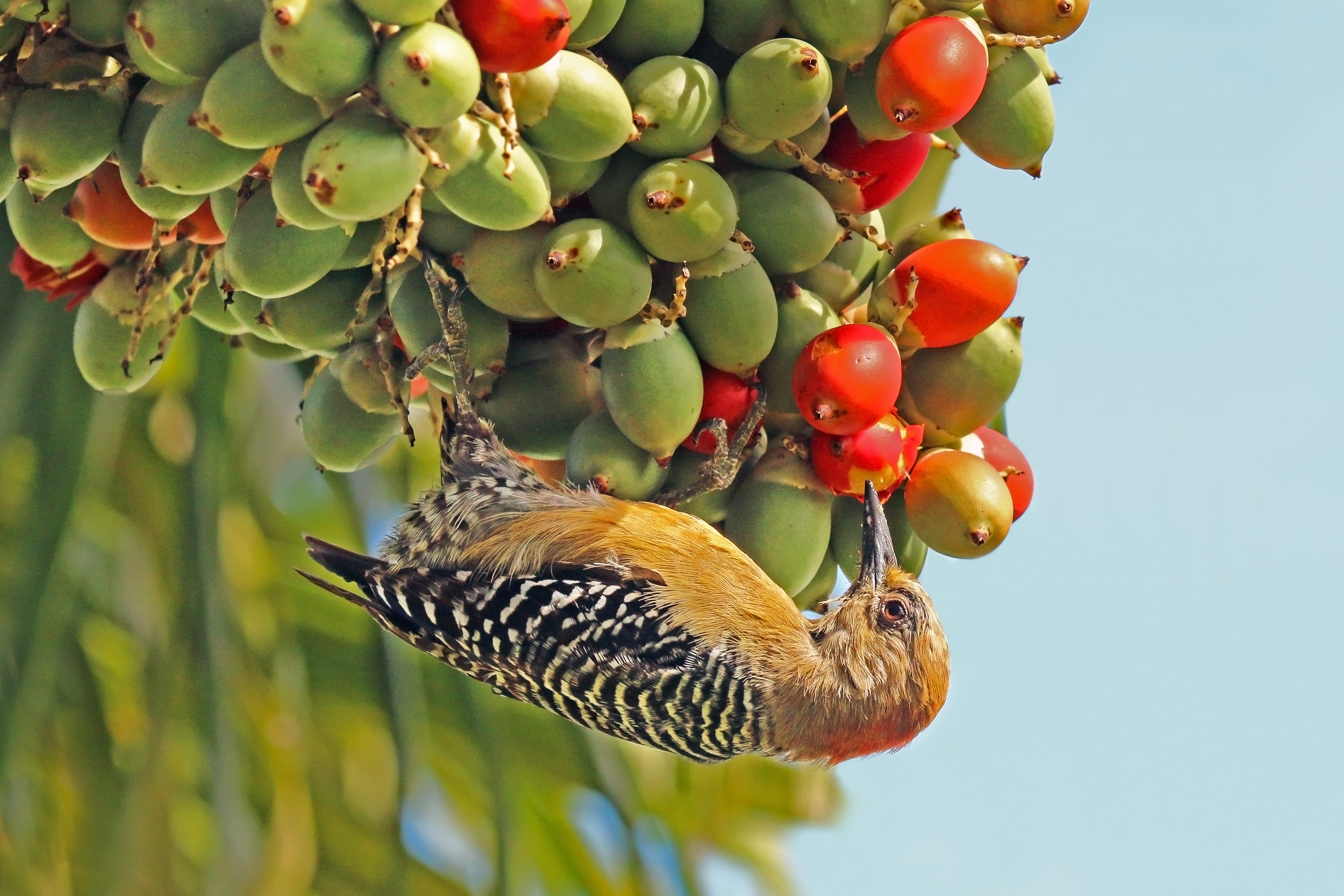
Fêmea M.r. rubricapillus, Tobago